# CV-17
La voie rapide CV-17 permet de pénétrer Castellón de la Plana par le sud-ouest en venant de l'Autovia de la Plana CV-10.
Elle relie la CV-10 au sud du périphérique de Castellón. Elle permet au véhicules de la CV-10, de l'AP-7 et de la N-340 d'accéder au sud de Castellón de la Plana et ses zones industrielles.
Elle est à 1x1 voie entre la CV-10 et l'AP-7 puis 2x2 voies jusqu'au Périphérique de Castellón.
Elle appartient à la Communauté valencienne.

## Tracé

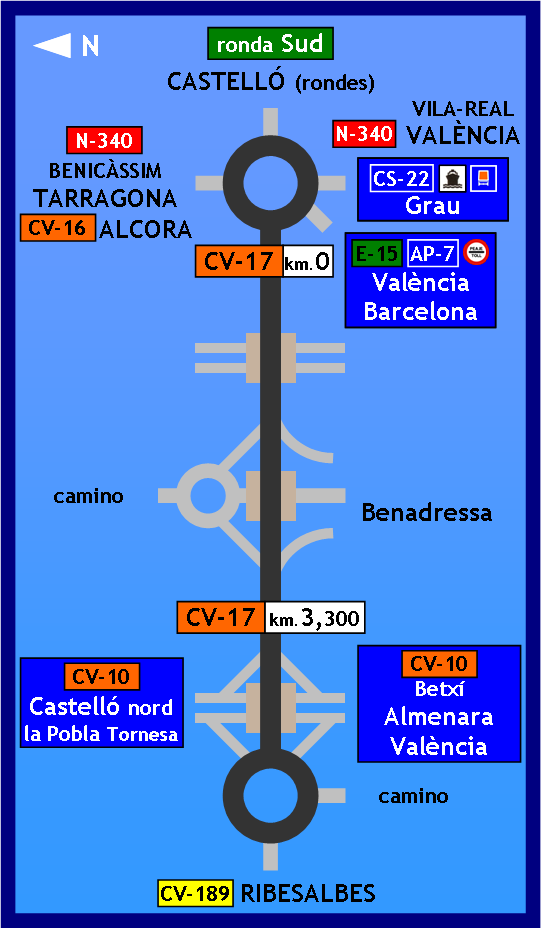

- Elle débute par un échangeur de la CV-10, croise la N-340 et l'AP-7 avant de desservir les industrielles du sud Ciutat del Transport
- Elle se connecte ensuite à la N-340a  et à la Ronda de Castellón au sud-ouest de la ville.

## Sorties
| Numéro de la sortie | Nom de la sortie                                                                                        | Bifurcation      |
| ------------------- | --- | ---------------- |
|                     | La Pobla Tornesa - Almenara - Nules Sagonte - Valence A-7 Castellón Nord                                | CV-10            |
|                     | Benadressa                                                                                              |                  |
|                     | Valence - Barcelone - Tarragone AP-7 Vila-real - Port de Castellón CS-22 Benicàssim - Orpesa            | N-340a           |
|                     | Zone industrielle Ciutat del Transporte                                                                 |                  |
|                     | Castellón Ouest - Castellón-Avenida de Enrique Gimeno Vila-real - Port de Castellón CS-22 Castellón Sud | N-340a Ronda Sur |